# Brevik

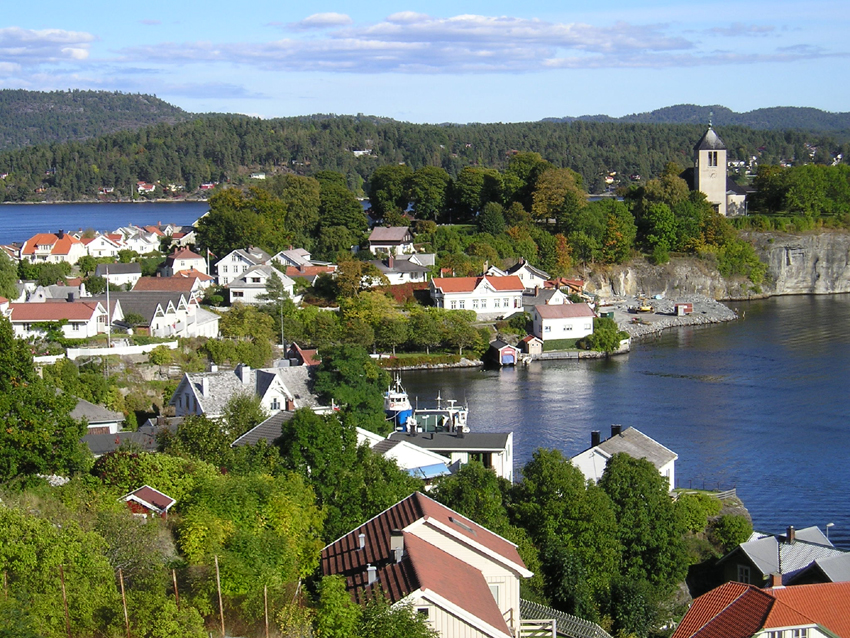

Brevik – miasto w południowej Norwegii, należące administracyjnie do gminy Porsgrunn (nor. Porsgrunn kommune) w prowincji Telemark (nor. Telemark fylkekommune). Leżące nad końcu półwyspu Eidanger nad Breviksfjorden oraz Frierfjorden oraz było niegdyś centrum niezależnej jednostki terytorialnej, lecz w 1964 roku zostało włączone do sąsiedniej gminy Porsgrunn. Wraz z nią oraz miastami przyległej gminy Bamble (nor. Bamble kommune) oraz Skien (nor. Skien kommune), Brevik tworzy jedną z największych konurbacji w Norwegii.

## Zabytki oraz najważniejsze miejsca
W budynku dawnego ratusza, wzniesionym w 1761 roku, mieści się siedziba muzeum miejskiego (nor. Brevik Bymuseum). Ponadto w mieście znajdują się m.in.: stocznia remontowa, port oraz cementownia Norcem Brevik, największy i jeden z najstarszych tego typu zakład w kraju.

## Miasta partnerskie
- Falkenberg (Szwecja)
- Faaborg (Dania)
- Pieksämäki (Finlandia)